# Герб Алексина
Герб муниципального образования город Але́ксин Але́ксинского района и муниципального образования Але́ксинский район Тульской области Российской Федерации — опознавательно-правовой знак, служащий официальным символом муниципального образования, единства его территории, населения, прав и самоуправления.
Герб утверждён Решением депутатов Алексинской Думы Тульской области № 1(9).26 15 марта 1999 года как герб муниципального образования «Город Алексин и Алексинский район».
После муниципальной реформы, город Алексин и Алексинский район стали отдельными муниципальными образованиями.
29 июня 2006 года, решением Собрания депутатов муниципального образования город Алексин № 8(11).23, данный герб был утверждён гербом города Алексина с упоминанием в описании «…и Алексинского района».
Герб внесён в Государственный геральдический регистр под регистрационным номером 446.

## Описание и обоснование символики
Геральдическое описание (блазон) гласит:
В червлёном (красном) поле две золотые Геркулесовы палицы накрестПоложение о гербе
За основу герба города Алексина и Алексинского района взят исторический герб города Алексина, утверждённый 8 марта 1778 года, подлинное описание которого гласит: «В червленом (красном) поле две златыя палицы Геркулесовы, накрест положенныя, толстыми концами вверх.»
Герб города Алексина имеется в списке гербов, сочинённых в начале XVIII века Герольдмейстерской конторой под руководством Франциска Санти (ЦГАДА, ф. 286, оп. 2, кн. 39).
Красный цвет символ мужества, самоотверженности, геройства, справедливой борьбы и жизни.
Золото — символ прочности, величия, богатства, интеллекта и великодушия.

## История
Герб Алексина был составлен товарищем (заместителем) герольдмейстера Ф. М. Санти в начале XVIII века.
По мнению местных краеведов, главные фигуры выбранные для герба Алексина Ф. Санти — палицы, олицетворяют героизм и мужество горожан, которые без воинской поддержки, в июле 1472 года сдерживали на протяжении двух дней превосходящие силы ордынского хана Ахмата, что дало возможность Ивану III вовремя собрать и выслать войска для защиты Москвы.
В 1778 году герольдмейстер князь М. М. Щербатов, с 1771 возглавлявший Герольдмейстерскую контору, представил герб Алексина на Высочайщее утверждение Екатерине II.
Исторический герб Алексина был Высочайше утверждён 8 (19) марта 1778 года императрицей Екатериной II вместе с другими гербами городов Тульского наместничества (ПСЗ, 1778, Закон № 14717)
В 1863 году, в период геральдической реформы Кёне, был разработан проект нового герба уездного города Алесина Тульской губернии (официально не утверждён):
«В червлёном щите 2 накрест положенные золотые палицы. В вольной части герб Тульской губернии. Щит увенчан серебряной стенчатой короной и окружён золотыми колосьями, соединёнными Александровской лентой».
В советский период исторический герб Алексина не использовался.
В постсоветский период был выпущен сувенирный значок с изображением геральдической эмблемы Алексина (официально не утверждена), на которой были изображены «алексинские палицы», флаг России, полушестерня, туристическая палатка, река, силуэт ели, колос и год основания города 1348.
15 марта 1999 года Решением депутатов Алексинской Думы Тульской области исторический герб Алексина был утверждён в качестве официального символа города и района.
После муниципальной реформы, город Алексин и Алексинский район стали отдельными муниципальными образованиями.
Символы города подтверждены Решением Собрания депутатов г. Алексин Алексинского района от 29 июня 2006 года № 8 (11).23 «Об утверждении Герба, Флага и Гимна города Алексина».
15 марта — объявлен Днём муниципального праздника в честь герба и флага Алексина и Алексинского района.
Реконструкция герба исторического герба Алексина была произведена при содействии «Союза геральдистов России». Авторская группа реконструкция герба: консультант К. Ф. Мочёнов, художник Р. И. Маланичев.